# SL X60
SL X60은 대 스톡홀름 지역 교통(Storstockholms Lokaltrafik)에서 도입한 통근용 전동차로, 스톡홀름 통근 열차에 사용된다. 기존에 사용되었던 X1, X10 차량을 대차하기 위하여 발주하였고, 2006년부터 단계적으로 반입되었다.

## 배경
스톡홀름 통근 열차 개통 당시 사용하였던 X1 차량은 1967년부터 1975년까지 반입되었다. 이후 반입된 새로운 X10 차량은 1983년부터 1993년까지 제작되었다. 이 차량들은 1967년부터 2005년까지 스톡홀름 통근 열차의 주요 차량으로 사용되었다. 차량이 오래되면서 생기는 문제로 인하여 SL에서는 오래된 차량을 완전히 대차시킬 계획을 세웠다.
처음에는 스웨덴에서 개발한 레지나 차량을 사용하려고 하였고, 이를 위하여 SJ에서 레지나 차량을 대여하여 시험해 보았다. 그러나 가속 성능과 출입문 크기 때문에 통근용으로는 적합하지 않았다고 판단하여 새 차량을 발주하게 되었다. 새로운 차량의 조건은 전장품을 위로 배치하여 추위에 대비하고, 장애인 접근성을 향상시키기 위하여 저상 출입구를 설치해야 했다.
2002년 SL에서는 알스톰에 55편성을 주문하였고, 추가로 50편성 옵션을 계약하였다. 첫 55편성의 가격은 약 40억 스웨덴 크로나였다. 차량 반입은 2005년부터 시작되었고, 2005년 8월 13일 영업 운행을 시작하였다. 2008년까지 71편성이 반입 완료되었고, X1과 X10 차량을 일부 대차하였다. 2010년 SL 측에서는 12편성을 추가로 주문하였고, 이는 2012년 반입 예정이다. 모든 차량은 독일 잘츠기터에서 생산되었다.

## 차량
X60 1편성의 길이는 107m이며, 6량 1편성 관절 대차로 연결되어 있다. 이는 X1과 X10 2편성 중련과 길이가 비슷하다. 승강장과 차량 바닥 높이가 같으며, 전장품은 차량 위에 배치되어 있다. 각각 대차에 달려 있는 전동기 출력은 250kW이며, 대차마다 2개씩 장착되어 있다. 4호차와 5호차 사이의 대차를 제외한 모든 대차는 동력 대차이다. 따라서 1편성의 총 전동기 출력은 3000kW이다.
좌석 승객은 374명, 입석 승객은 약 530명으로 1편성 정원은 약 900명이다. 최고 2편성까지 중련 운행이 가능하다. 실내 관통문이 없으며, 등받이 높이를 낮춰서 차내에서차량 전체를 쉽게 볼 수 있다. 각 차량마다 휠체어, 자전거, 유아용 좌석이 설치되어 있다. 운전실과 객실 모두에 냉난방이 공급되며, 불연재 내장을 사용하였다. 차량 내부에는 감시 카메라가 설치되어 있다. 영업 최고 속도는 160km/h이며, 가속도와 최고 속도 모두 X1이나 X10에 비해서 향상되었다.
차량이 폐차될 때 내장재의 95%를 재활용할 수 있다. 회생 제동을 지원한다. 제어 시스템은 이중으로 장착되어 있어서, 한 쪽이 비정상적인 경우 다른 한 쪽으로 전환할 수 있다.

## 파생형

### X61

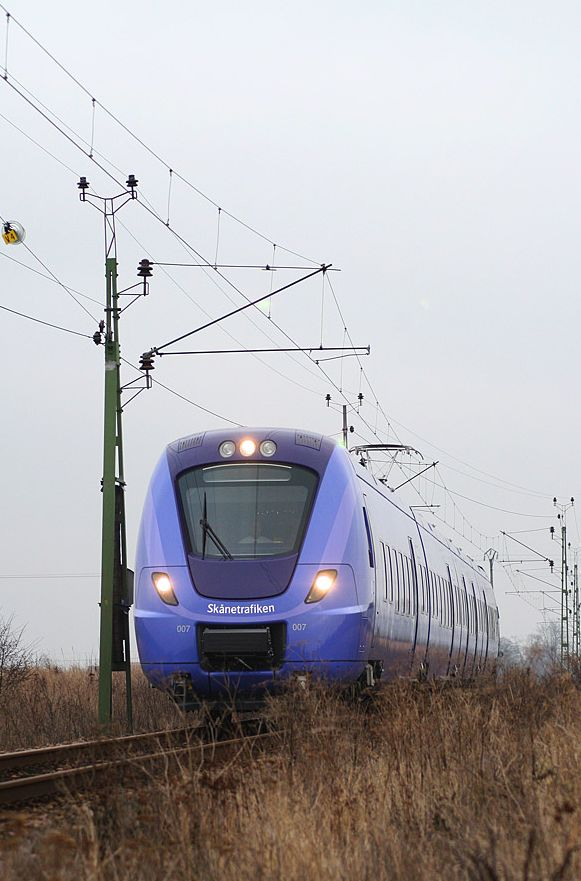
시험 운행 중인 X61

스코네 지역 대중 교통 회사 스코넷트라피켄(Skånetrafiken)에서는 X60을 기반으로 한 통근 열차 49편성을 주문하였고, 2009년 처음으로 반입되었다. X60을 기반으로 하나, 4량 1편성으로 량수가 줄어들어 편성장은 74.3m이다. 내장재도 장거리 통근에 적합하도록 개선되었으며, X60에는 없는 화장실이 설치되어 있다. 2010년 8월 16일 첫 영업 운행을 시작하였다.
이후 외스트예타트라피켄(Östgötatrafiken)을 비롯한 다른 지역 교통 회사에서도 X61을 발주하였다.

### X62
보트니아 선을 비롯한 스웨덴 북부의 노선에 차량을 운행하는 대중 교통 회사 노르토그 AB(Norrtåg AB)에서는 2008년 10월 X62 차량을 주문하였다. X61보다 더 장거리를 운행하므로, 그에 따라서 내장재를 개선하였다. 의자 크기가 좀 더 커졌고 식당칸이 설치되어 있다. 최고 속도는 시속 180km으로, 보트니아 선의 최고 허용 속도인 시속 250km보다는 낮다.